# Flora Perfetti
Flora Perfetti (29 de enero de 1969) es una tenista profesional italiana, actualmente retirada de la profesión. El 21 de abril de 1997 alcanzó el puesto n.º 54 en el ranking ATP de sencillos, su mejor ubicación, y el 17 de marzo del mismo año logró escalar a la posición n.º 71 en dobles.

## Biografía
Flora empezó a jugar tenis a la edad de 6 años, y cuando cumplió los 9 su padre la inscribió en una academia de tenis. A los 16 ganó su primer título en Italia, el C.A. Faenza. A los 21 ganó su primer premio en dinero ($10.000) en Riccione, derrotando en la final a Ginevra Mugnaini.
En 1997 jugó la Fed Cup con Silvia Farina Elia, Gloria Pizzichini y Francesca Lubiani. A través de su carrera ganó 193 partidos en singles, 73 en dobles y acumuló $425.684 en premios hasta la fecha. En la actualidad enseña a jugar tenis.